# You Get What You Give
Об альбоме Zac Brown Band см. статью You Get What You Give (альбом).
You Get What You Give (Что отдаёшь, то и получаешь) — песня группы New Radicals, дебютный и самый успешный сингл из их единственного альбома Maybe You've Been Brainwashed Too.

## Реакция
20 октября 1998 года песня вышла в альбоме Maybe You’ve Been Brainwashed Too; сингл появился на американских прилавках 10 ноября, Би-сайдом стала «To Think I Thought». Британский релиз сингла состоялся только 22 марта 1999 года. В клипе на песню молодёжь хулиганит и танцует под выступление группы в торговом центре. Как и на обложке сингла, Грегг Александер появляется в клипе в своей любимой панаме. Он был снят Эваном Бернардом в нью-йоркском Staten Island Mall. «You Get What You Give» возглавил хит-парады Канады и Новой Зеландии, стал 5-м в Великобритании.
По словам Александера, он хотел увидеть, что вызовет больший резонанс: антиполитический текст или издёвка над звёздами шоу-бизнеса; как и ожидалось, победило второе. Мэрилин Мэнсон сказал, что его не обижает обещание надрать задницу, однако он не потерпит размещение своего имени в одном предложении с Кортни Лав, и потому обещал при встрече раскроить Александеру череп. Бек заявил, что при встрече в магазине Александр извинился перед ним, сказав также, что не имеет ничего против музыканта. Братья Хэнсон сотрудничали с Александерем, и младший из них, Зак, назвал Грегга сложным, но крутым парнем.
Позже «You Get What You Give» входила в списки лучших песен. В 2005 году Blender разместил её на 440-м месте списка 500 величайших песен с момента вашего рождения. В 2010 Pitchfork Media назвали песню 106-й в списке лучших треков 1990-х годов. Через год в аналогичном списке телеканала VH1 «You Get What You Give» стала 11-й. Коллеги по музыкальному цеху также отметили песню. Эдж из U2 в 2006 году высказал сожаление, что не он написал «You Get What You Give». В том же году Ice-T на «Шоу Конана О’Брайена» в ответ на вопрос, какие песни не жанра рэп последних лет ему понравились, указал только «You Get What You Give».

## Музыканты
- Грегг Александер — основной вокал, ритм-гитара
- Расти Андерсон — основной вокал
- Джон Пирс — бас-гитара
- Рик Новелс — keyboard, backing vocals
- Гари Фергусон — ударные
- Juliet Prater — перкуссия

## Чарты
| Чарт (1998—1999)                 | Место |
| -------------------------------- | ----- |
| Australian Singles Chart         | 13    |
| Austrian Singles Chart           | 33    |
| Belgian Singles Chart (Flanders) | 42    |
| Belgian Singles Chart (Wallonia) | 36    |
| Canadian Singles Chart (RPM)     | 1     |
| France Singles Chart             | 57    |
| Netherlands Singles Chart        | 22    |
| New Zealand Singles Chart        | 1     |
| Norwegian Singles Chart          | 15    |
| Swedish Singles Chart            | 27    |
| Swiss Singles Chart              | 18    |
| UK Singles Chart                 | 5     |
| U.S. Billboard Alternative Songs | 8     |
| U.S. Billboard Hot 100           | 36    |
| U.S. Billboard Pop Songs         | 14    |
| U.S. Billboard Adult Pop Songs   | 11    |

## Использование
Песня звучала во многих художественных и анимационных фильмах, таких как «Скуби-Ду 2: Монстры на свободе», «Спеши любить», «Клик: С пультом по жизни», «Мегамозг», «Лови волну!». Другие кинофильмы использовали «You Get What You Give» в своих трейлерах: «Большой папа», «Парень из пузыря», «Маппеты (фильм)». Mitsubishi Motors использовала песню в своей рекламе для Австралии и Новой Зеландии. Кампания Movistar в Латинской Америке включала джингл «You Get What You Give», песней для рекламы воспользовалась также Public Broadcasting Service. Так же в сериале «The Glee», в 3 сезоне 22 серии, была сделана кавер-версия на эту песню.